# Гедвіг Бйоркман
Гедвіг Бйоркман (швед. Hedvig Björkman, повне ім'я Hedvig Maria Johanna Björkman; 1861–1933) — шведська художниця.

## Біографія
Народилася 16 грудня 1861 року в приході Менстерос, округ Кальмар в родині генерал-майора Пера Семюеля Вільгельма Бйоркмана (Pehr Samuel Wilhelm Björkman) і його дружини Елізабет аф Понтін (Elisabeth af Pontin).
Гедвіг навчалася у школах художників Густава Улофа Цедерстрема і Йогана Бьорйесона у Стокгольмі в 1891 році, а також у Карла Улофа Ларссона в школі живопису Konsthögskolan Valand в Гетеборзі у 1892 році.
Ставши професійною художницею, Бйоркман брала участь у виставках, включаючи Стокгольмську виставку (Allmänna konst- och industriutställningen) 1897 року і Всесвітню виставку в Парижі у 1900 році.
На початку 1920-тих років Гедвіг Бйоркман створила серію настінних картин на текстилі за мотивами історій Кальмарського полку, які були розміщені у Павільйоні офіцерів цього військового підрозділу в місті Eksjö. Також вона створила близько 40 віньєток та ілюстрацій для книги командира Кальмарського полку Фольке Руделіуса (Folke Rudelius) — «Kalmar regementes chefer 1623—1907».
Деякі роботи Бйоркман представлені в Художньому музеї Кальмара.
Померла 22 березня 1933 року в Стокгольмі.